# 沃利齊亞 (圖里西克區)
51°6′4″N 24°35′30″E / 51.10111°N 24.59167°E
沃利齊亞（烏克蘭語：Волиця），是烏克蘭的村落，位於該國西部沃倫州，由科韋利區負責管轄，面積0.87平方公里，海拔高度179米，2001年人口95，人口密度每平方公里109.57人。